# ولاية بروان

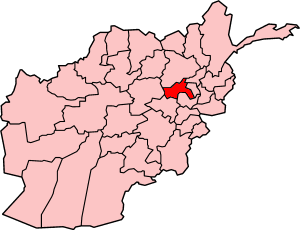
ولاية بارفان

ولاية بارفان (بالباشتو والفارسية: پروان) من إحدی الولايات الـ 34 بأفغانستان تقع شمال العاصمة کابول. عاصمتها مدينة شاريکار وتبلغ مساحتها زهاء 3999 کيلو متر مربع وسکانها أکثر من 528000 نسمة.
تشتهر بروان بکثرة أشجار التوت وحدائق العنب وتعد من الأقاليم الهادئة في البلاد. يشکل الطاجيک والهزارة معظم سکانها الأصليين مع أقلية بشتونية. تتواجد ببروان وتحديداً في بلدة بغرام أکبر قاعدة عسکرية أمريکية بعد الاحتلال الأمريکي لأفغانستان. شَهِدت بروان حروباً کثيرة في العقود الأخيرة وخاض المجاهدون الأفغان معارک طاحنة مع الجيش السوفياتي هناك.

## خلفيّة
باروان وتكتب أيضًا بارفان، هي واحدة من 34 مقاطعة في أفغانستان. يبلغ عدد سكانها حوالي 751000 نسمة. المقاطعة متعددة الأعراق ومعظمها مجتمع ريفي. المقاطعة مقسمة إلى عشر مناطق. مدينة شاريكار بمثابة عاصمة المقاطعة. تقع المقاطعة شمال مقاطعة كابول وجنوب مقاطعة بغلان، غرب مقاطعة بنجشير ومقاطعة كابيسا، وشرق مقاطعة وارداك ومقاطعة باميان. يُنسب اسم باروان أيضًا إلى بلدة، لم يُعرف موقعها الدقيق الآن، والتي يُفترض أنها كانت موجودة خلال عصور ما قبل التاريخ، في جبال هندو كوش القريبة. على الرغم من حالة الحرب التي استمرت أربعة عقود في أفغانستان، كانت باروان خالية نسبيًا من الصراع بحلول منتصف عام 2010. بينما وردت أنباء عن وقوع هجمات عرضية على القوات الحكومية أو الدولية، إلا أنها كانت في العادة طفيفة. مثل هذه الحوادث في باروان تضمنت في الغالب هجمات بالقنابل اليدوية على مساكن مسؤولين حكوميين أو عبوات ناسفة على جوانب الطرق. تقع قاعدة باغرام الجوية، التي كانت إحدى أكبر القواعد العسكرية الأمريكية في أفغانستان، في باروان.

## التاريخ
في عام 329 قبل الميلاد، أسس الإسكندر الأكبر مستوطنة باروان باسم الإسكندرية في القوقاز. احتلها العرب المسلمون عام 792 م. في عام 1221، كانت المقاطعة موقعًا للمعركة بين الغزاة المغول بقيادة جنكيز خان، والإمبراطورية الخوارزمية بقيادة جلال الدين مينغبورنو، حيث هُزم المغول. كتب الرحالة والباحث المغربي الشهير ابن بطوطة الذي زار المنطقة عام 1333:
حكم التيموريون والمغول المنطقة فيما بعد حتى جعلها أحمد شاه دوراني جزءًا من الإمبراطورية الدورانية في عام 1747. في عام 1840، كانت باروان موقعًا لمعركة كبرى في الحرب الأنغلو-أفغانية الأولى حيث هُزم البريطانيون الغزاة. بدأ تاريخ باروان الحديث ببناء مصنع نسيج جديد في مدينة جبل السراج عام 1937. شارك باروان في الحرب السوفيتية الأفغانية حيث دارت أعنف المعارك في المنطقة. في التسعينيات كانت موقع مقاومة شديدة ضد طالبان.

### التاريخ الحديث

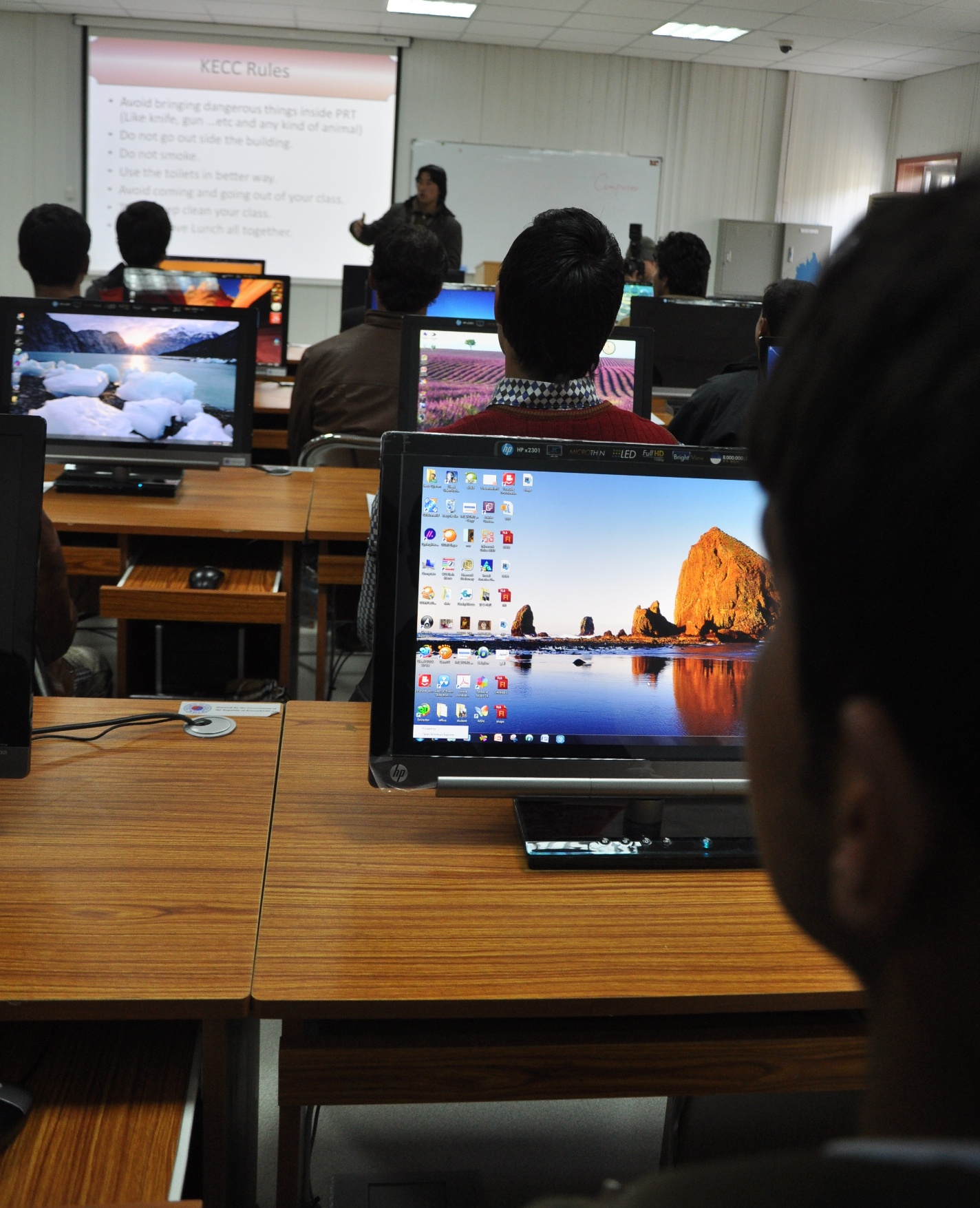
درس كمبيوتر في المركز الثقافي والتعليم الكوري في باروان.

منذ الإطاحة بطالبان في أواخر عام 2001، سيطرت القوات المسلحة الأمريكية على قاعدة باجرام الجوية وبدأت في استخدامها كإحدى قواعدها الرئيسية في أفغانستان. ساعد فريق إعادة الإعمار الإقليمي (PRT) بقيادة كوريا الجنوبية السكان المحليين في أنشطة التنمية في المقاطعة حتى عام 2014. في منتصف فبراير 2011، أصابت خمس قذائف آر بي جي القاعدة العسكرية الكورية الجنوبية المبنية حديثًا والتي تضم فريق إعادة الإعمار الإقليمي وعمال الإغاثة المدنيين. ولم يصب أحد في الهجوم، لكنه جاء بعد ساعات من زيارة وزير الدفاع الكوري الجنوبي كيم كوان جين، مما أثار الشكوك حول تورط طالبان. تم تأجيل حفل افتتاح القاعدة إلى أجل غير مسمى.
ويجري النظر في خطة لبناء محطة كهرباء في المحافظة. يعتمد جزء كبير من اقتصاد باروان على التحويلات المالية من المغتربين الأفغان الذين يعيشون في الخارج. في يوليو 2012، أعدمت طالبان امرأة متزوجة أمام حشد كبير بعد إدانتها بالزنا. أفادت الأنباء أن المرأة كانت على علاقة سرية مع قائد عسكري متزوج في الجيش الوطني الأفغاني.

## الرعاية الصحية
انخفضت نسبة الأسر المعيشية التي لديها مياه شرب نظيفة من 32٪ في عام 2005 إلى 11٪ في عام 2011. ارتفعت النسبة المئوية للولادات التي تمت تحت إشراف قابلة ماهرة من 4٪ في عام 2005 إلى 7٪ في عام 2011.

## التعليم
انخفض معدل الإلمام بالقراءة والكتابة الإجمالي (6 سنوات فأكثر) من 37٪ في عام 2005 إلى 28٪ في عام 2011. ارتفع معدل الالتحاق الصافي الإجمالي (من 6 إلى 13 عامًا) من 42٪ في عام 2005 إلى 54٪ في عام 2011.

## التركيبة السكانية والجغرافيا

مناطق محافظة باروان

اعتبارًا من عام 2020، بلغ إجمالي عدد سكان المقاطعة حوالي 751000 نسمة، وهو مجتمع متعدد الأعراق ومعظمه مجتمع ريفي. يعيش 8 في المائة من السكان تحت خط الفقر الوطني، وهو ثاني أدنى رقم في أفغانستان بعد مقاطعة لوغار فقط.

وفقًا لمدرسة الدراسات العليا البحرية، فإن المجموعات العرقية في المقاطعة هي كما يلي: الطاجيك، الهزارة، الأوزبك، البشتون، الكوتشيون ومجموعات الأقليات الأخرى. وبحسب وزارة التأهيل والتنمية الريفية الأفغانية: 

### المناطق
| المقاطعة          | العاصمة | تعداد السكان (2021) | منطقة        |
| ----------------- | ------- | ------------------- | ------------ |
| باغرام            |         | 119228              | طاجيك        |
| شاريكار (العاصمة) |         | 206.180             | طاجيك، بشتون |
| غورباند           |         | 111253              | طاجك البشتون |
| جبل السراج        |         | 73،624              | طاجيك        |
| كوهي صافي         |         | 35688               | البشتون      |
| سالانج            |         | 29875               | طاجيك        |
| سيد خيل           |         | 52449               | طاجيك        |
| الشيخ علي         |         | 28388               | الهزاره      |
| شينواري           |         | 47313               | البشتون      |
| سورخي بارسا       |         | 47،042              | الهزارة      |

## معرض الصور

صور من محافظة بروان
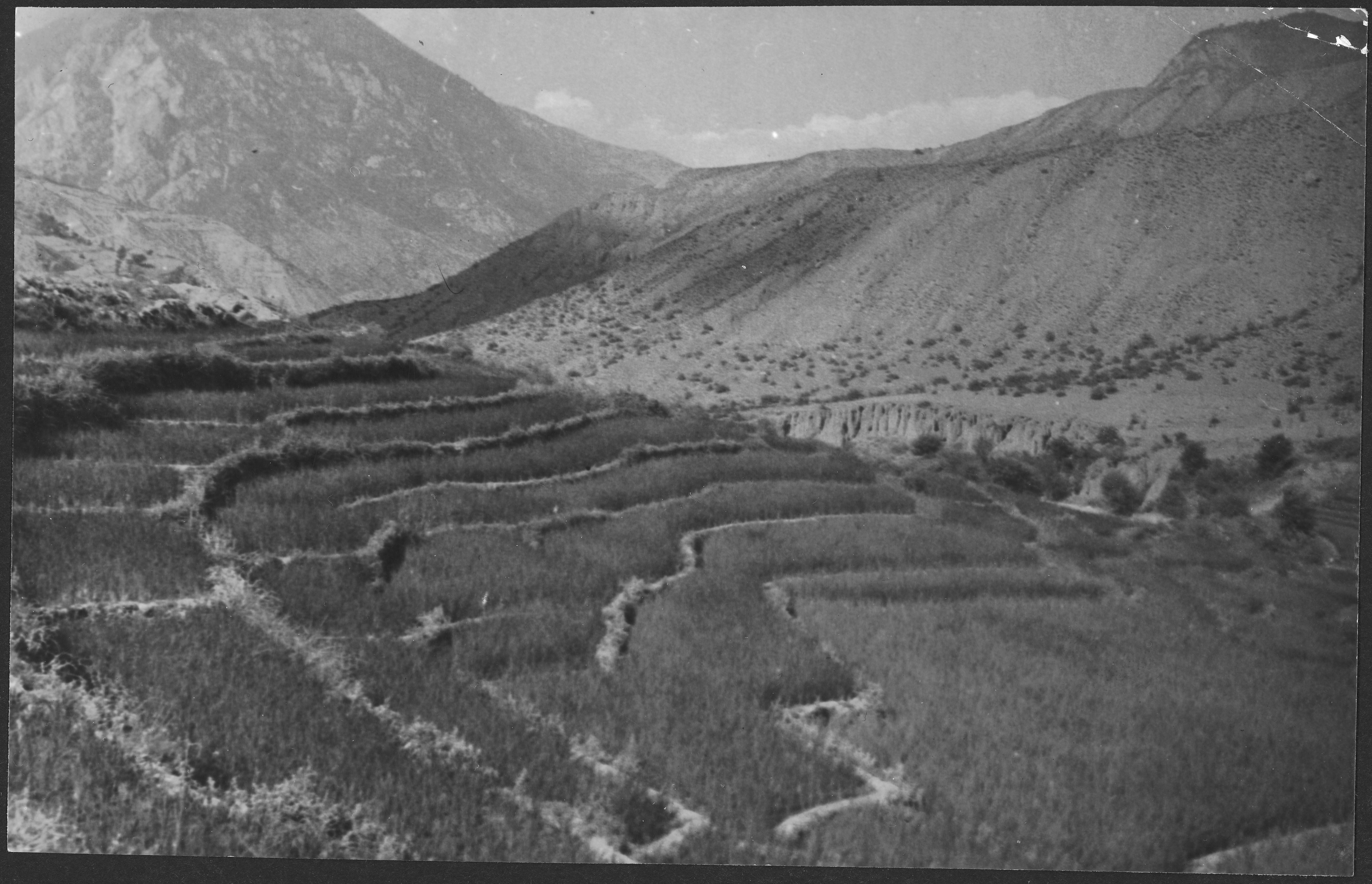
صورة بالقرب من ممر شيبار الذي يربط باروان بباميان.
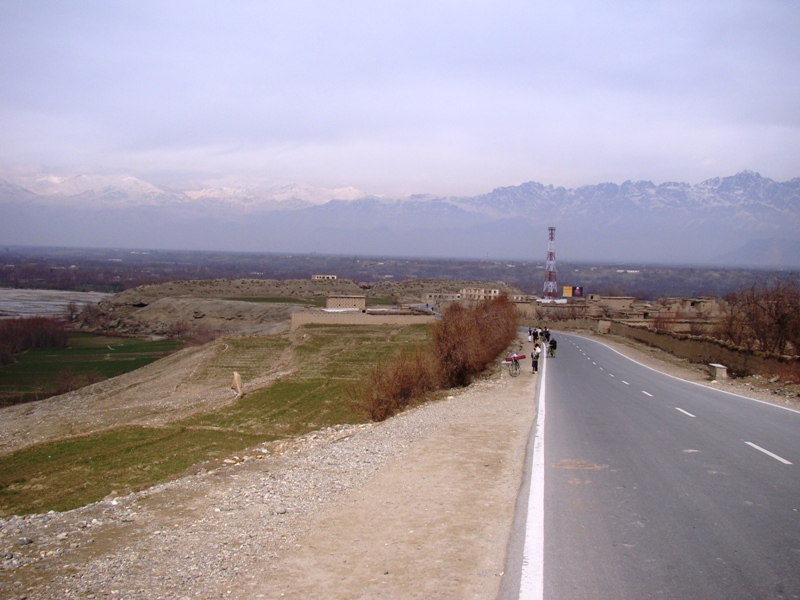
طريق في محافظة باروان، بالقرب من جسر السيد الذي يقع على مسافة قصيرة شمال قاعدة باغرام الجوية.
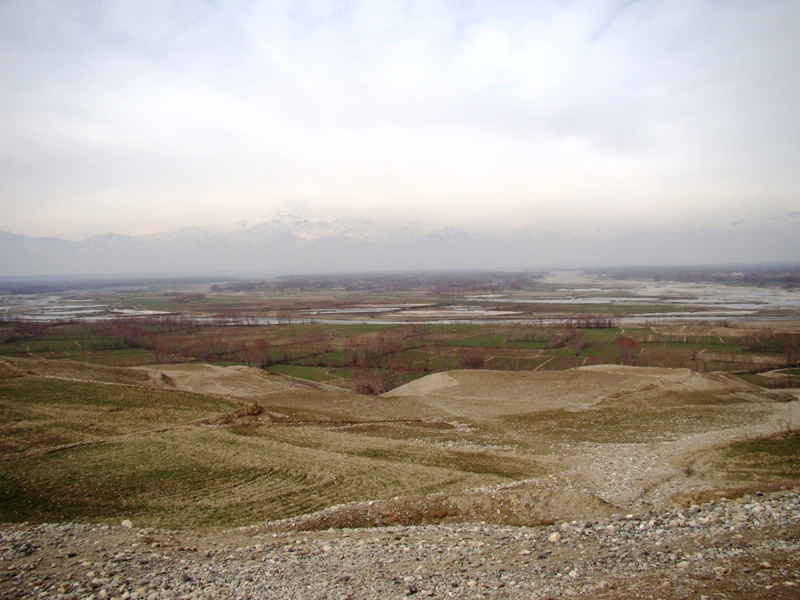
الحقول قرب جسر السيد
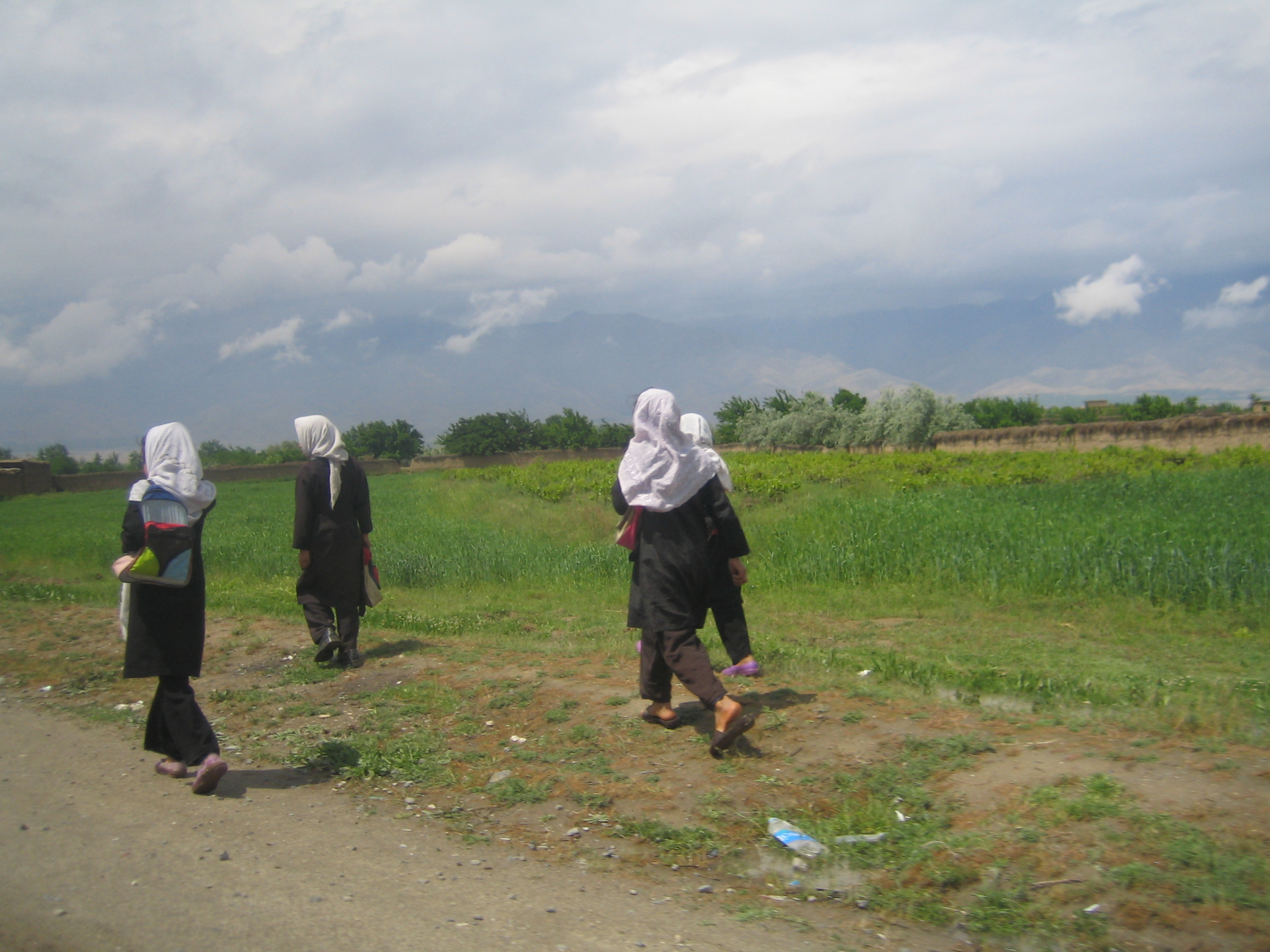
طالبات مدرسة في منطقة ريفية في باروان
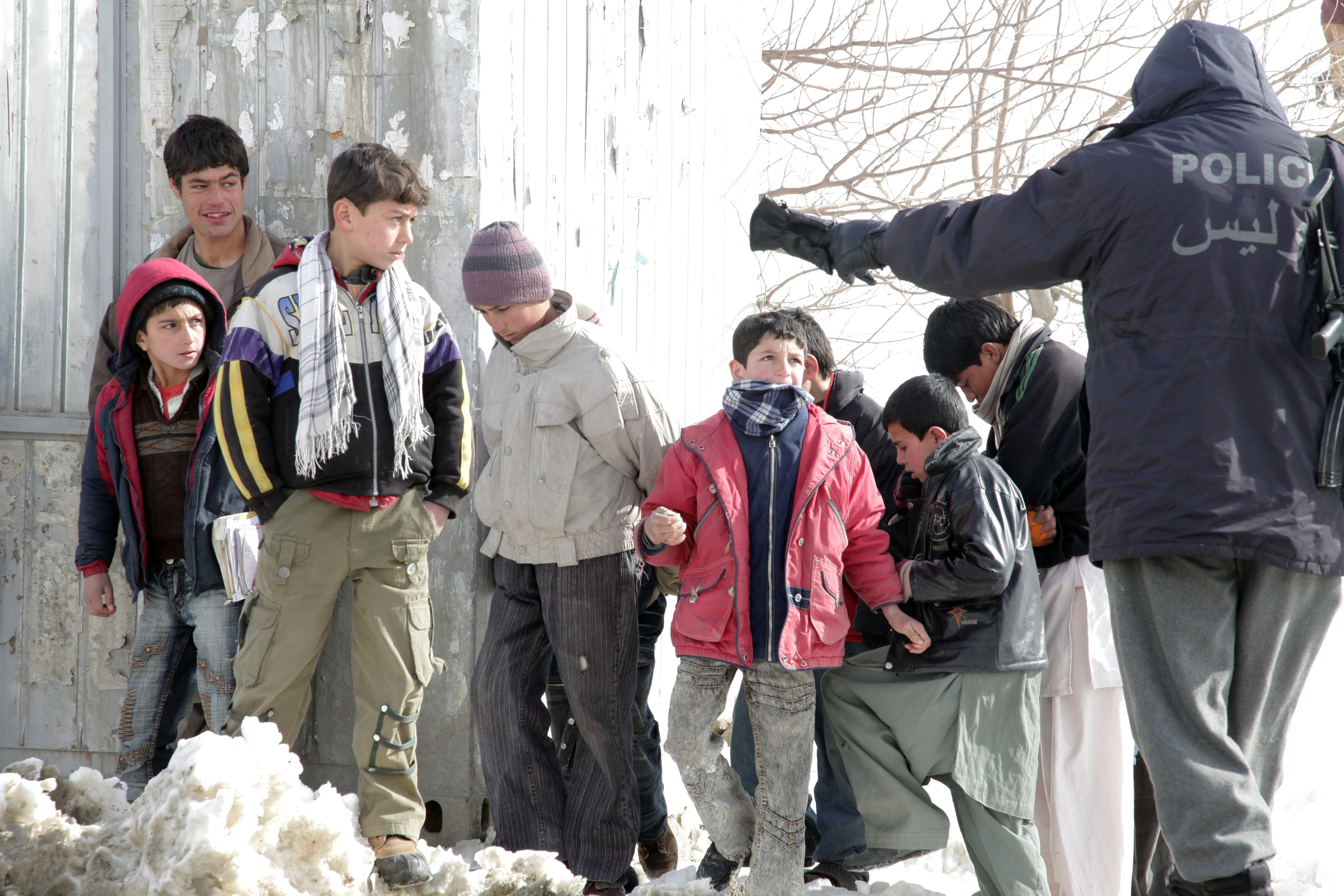
أحد أفراد الشرطة الوطنية الأفغانية يحاول السيطرة على الأطفال المحليين في انتظار توزيع البضائع من الجيش الأمريكي لأشهر الشتاء.
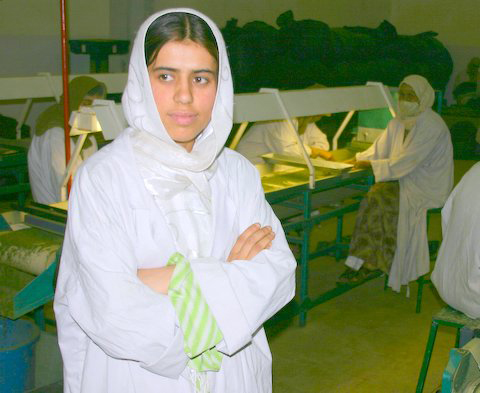
أفغانيات يعملن داخل مصنع في باروان

## روابط خارجية
- تقرير همايون الأفغاني الخاص عن جولة مهرجان أرغافان الوطني - الجزء الثاني على يوتيوب، 16 أبريل 2019، شبكة تلفزيون أريانا.
- على الطريق - موسم مقاطعة باروان 1 (Dari) على يوتيوب، 7 فبراير 2012، قناة طلوع.
- مقاطعة باروان في مدرسة الدراسات العليا البحرية
- مقاطعة باروان في معهد دراسة الحرب